# Manfred Klein
Manfred Klein (ur. 22 sierpnia 1947 w Berlinie) – niemiecki wioślarz (sternik), dwukrotny medalista olimpijski.
Urodził się w RFN i do zjednoczenia Niemiec startował w barwach tego kraju. Po raz pierwszy w igrzyskach wziął udział w Monachium. Drugi start przypadł na rok 1984 i igrzyska olimpijskie w Los Angeles. Laury olimpijskie zaczął zdobywać po czterdziestych urodzinach, w obu wypadkach jako sternik ósemki. W Seulu sięgnął po złoto, cztery lata później – już jako reprezentant zjednoczonych Niemiec – zajął trzecie miejsce, w wieku ponad 44 lat. Stawał na podium mistrzostw świata (złoto w ósemce w 1989, 1990 i 1991). Podczas IO 92 niósł flagę swego kraju podczas ceremonii otwarcia.